# Джордж-Воут, Люсиль
Люсиль Андреа Джордж-Воут (нидерл. Lucille Andrea George-Wout; род. 26 февраля 1950) — кюрасаонский политик, 2-й губернатор Кюрасао с 4 ноября 2013 года.

## Политическая карьера
Джордж-Воут была членом парламента от партии MAN в Совете острова Кюрасао в начале 1990-х годов. Как политик Партии за реорганизованные Антильские острова (PAR), она была спикером парламента Нидерландских Антильских островов с 1994 по 1998 год. Она также занимала пост министра труда и социальных дел Нидерландских Антильских островов от той же партии в период с 1999 по 2001 год.
1 ноября 2013 года Рональд Пластерк, министр внутренних дел и по связям с королевством Нидерландов, выдвинул кандидатуру Джордж-Воут в Совет министров Королевства Нидерландов, и её назначение началось 4 ноября 2013 года. В тот же день она была приведена к присяге королём Нидерландов Виллемом-Александром, став вторым губернатором Кюрасао. Джордж-Воут официально вступила в должность на торжественном заседании сословий Кюрасао. Вступив в должность губернатора Кюрасао, Джордж-Воут сменила Фрица Гедгедрага, который покинул свой пост в ноябре 2012 года из-за проблем со здоровьем. Его функции временно исполняла исполняющая обязанности губернатора Адель ван дер Плюйм-Вреде.

## Личная жизнь
Люсиль Джордж-Воут замужем за Германом Джорджем.